# ジェームス・ハヤット
ジェームス・ハヤット（James Hyatt、1922年 - 2009年1月14日）は、アメリカ合衆国出身のカトリック東京教区司祭。元メリノール宣教会会員。宣教番組「心のともしび」の創始者。　

## 生涯
1922年、アメリカ合衆国のアイダホ州ウォラスで生まれる。1949年に司祭に叙階された。同年8月に来日。1950年に京都府京都市のカトリック河原町教会の助任司祭となる。1952年、「カトリック善き牧者の会」を創設し、「心のともしび運動
」を始める。1957年、ハヤット神父は私財を投じ、ラジオ京都放送でラジオ版「心のともしび」の放送を開始。そして、放送費用を確保するために半年の休暇をとり、アメリカ合衆国ヘ帰国。故郷のシアトルにある教会を巡り、援助会員を募集し献金を集めた。1958年には宣教活動の一環としてYBU英会話学校を開校した。1964年、グレアム・マクドナル神父が「心のともしび運動」に携わるようになる。数本の映画を制作し上映。映画「意義ある人生」は宮内庁でも上演され、テレビ映画「6人10脚」は第28回ヴェニス映画祭で児童映画部門1位となった。ラジオ京都放送の社長から外国のタレントの招聘を依頼され、アメリカ合衆国のボーイズ・タウン合唱団や1966年にはイギリスのハーマンズ・ハーミッツを来日させた。
「心のともしび運動」主催での日本のオールスター・チームとの試合を実現させたいとの手紙が外国の有名な野球選手から届き、当時、報知新聞社社長で読売ジャイアンツのオーナーであった正力亨と面会する。1966年、正力の協力により日本テレビでテレビ版「心のともしび」の放映を開始。この頃から、マクドナル神父とともに全国の教会を巡って「心のともしび運動」への活動支援の協力を願うようになる。1972年、テレビ版「心のともしび」の企画で初の聖地巡礼団を募り、ヴァチカンで教皇パウロ6世に謁見した。1974年、「心のともしび運動」を継続させるためにマクドナル神父とともにメリノール宣教会を退会し、東京教区の司祭となる。1981年、教皇ヨハネ・パウロ2世が来日した時にはテレビ版で特別番組を制作した。2002年、ハヤット神父が開始した「心のともしび運動」のマス・メディアによる宣教活動が50周年を迎えた。2009年1月14日、京都市上京区の病院で死去(86歳)。